# Черняхівський Олександр Григорович
Олекса́ндр Григо́рович Черняхі́вський (* (9) 21 грудня 1869, Мазепинці, Васильківського повіту (Київщина) — † 22 грудня 1939) — український громадський діяч, лікар-гістолог.

## Життєпис
Народився (9) 21 грудня 1869 в с. Мазепинці, Васильківського повіту (Київщина) у родині священника Григорія Івановича і Олександри Петрівни Черняхівських.
1893 року закінчив Третю Київську гімназію та Київський університет. Був учасником літературного гуртка «Плеяда».
Від 1918 року — професор Київського університету.
Організатор медичної секції Українського Наукового Товариства у Києві, перший голова Всеукраїнської спілки лікарів-українців, дійсний член НТШ у Львові, один із авторів «Російсько-українського словника» (Київ, 1920), активний творець української медичної термінології.
Коли українські вчені взялися за організацію Української Академії Наук, Черняхівський став одним із перших медиків Академії — на базі лікарського секції УНТ організував і очолив медичну секцію Української Академії Наук.
Природничий відділ був частиною Інституту української наукової мови Історико-філологічного відділу ВУАН (головою Історико-філологічного був акад. А. Ю. Кримський). Складався з 9 секцій (ботанічна, геологічна, географічна, зоологічна, математична, медична, метеорологічна, фізична, хімічна). З 1923 року О. Черняхівський був головою медичної комісії Інституту української наукової мови.

Олександр Черняхівський з дружиною Людмилою та донькою Веронікою. Київ, 1925 р.

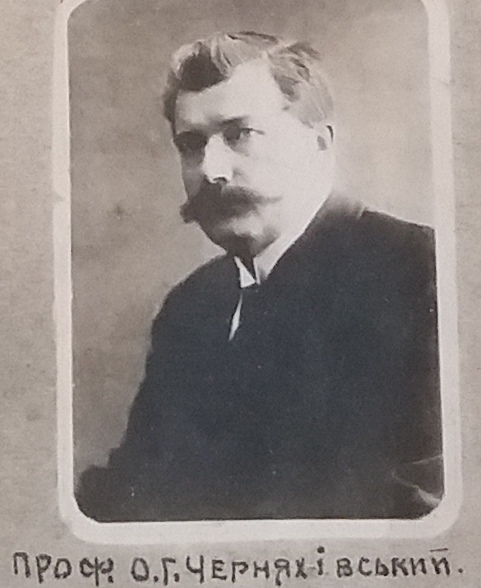
Олександр Черняхівський у випускному альбомі Київського медичного інституту (1924)

Необхідно відзначити великий внесок Черняхівського в розвиток української медичної термінології, він підготував перший «Латино-український анатомічний словник». Ось що читаємо у Звідомленні Всеукраїнської академії наук за 1923 рік: «Медична комісія, на чолі якої стоїть проф. О. Черняхівський, опрацювала матеріали з медичної термінології й переклала на українську мову „Словник міжнародної базальної анатомічної номенклатури“ — Nomina anatomica під ред. О. Ценківського і О. Черняхівського (4 аркуші), що має бути виданий за допомогою державного видавництва протягом року». Словник був виданий природничим відділом Інституту наукової мови ВУАН у 1925 р. (перевиданий Українським лікарським товариством Північної Америки (УЛТПА) в Детройті (США) в 1971 р.).
У «Звідомленні Історико-філологічного відділу ВУАН» за 1925 р. зазначено: «Природничий відділ Інституту української наукової мови видав минулого року „Математичний словник (Т.1)“ (Ф. П. Калинович), „Nomina anatomica Ucrainica“, закінчується друком „Матеріали до ембріологічної термінології“… інші словники перебувають у стадії підготовчої роботи, до якої по секціях відділу зібрано близько 400000». Словник анатомічної термінології не втратив свого наукового значення, хоч з часу його опрацювання минуло 75 років.

О. Черняхівський у 1920-ті роки.

Професор О. Черняхівський публікує свої статті в українських та міжнародних наукових виданнях, здобуває визнання провідних європейських вчених, спілкується з С. Рамоном-Кахалем — керівником гістологічного інституту Мадридського університету, лауреатом Нобелівської премії, отримує високу оцінку від нього своєї діяльності.
Наукові праці на медичні теми публікував у збірниках природничо-лікарської секції НТШ, збірнику Київського університету, наукових журналах Києва, Москви, автор популярних брошур для народу.

Пам'ятник родині священика Григорія Черняхівського в селі Мазепинці

Разом із дружиною підсудний у сфабрикованому процесі Спілки визволення України (1930).
У 1934—1938 роках працював у Інституті клінічної фізіології АН УРСР та Інституті експериментальної біології і патології НКОЗ УРСР. Проводив дослідження іннервації злоякісних пухлин. Також він дослідив ранню появу олігодендроглії в ембріогенезі.

## Перекладацтво
Перекладач художньої та наукової суспільної літератури:
- Генріх Гейне. «Подорож на Гарц»;
- Фрідріх Енгельс. «Людвіг Фоєрбах», під псевдонімом Будовий;
- Фрідріх Шіллер. «Розбійники» та ін.

## Родина
Чоловік письменниці Людмили Старицької-Черняхівської та батько закатованої сталінською охранкою талановитої письменниці Вероніки Черняхівської.